# Maina (Cooköarna)
Maina (även kallad Motu Maina) är en liten ö i sydvästra hörnet av Aitutakis lagun i Cooköarna. Ön är obebodd men är häckningsplats för bland annat rödstjärtad tropikfågel. Till ön kan man ta sig med någon av laguncruiserna som många av resorterna på Aitutaki anordnar.